# 格武布奇采

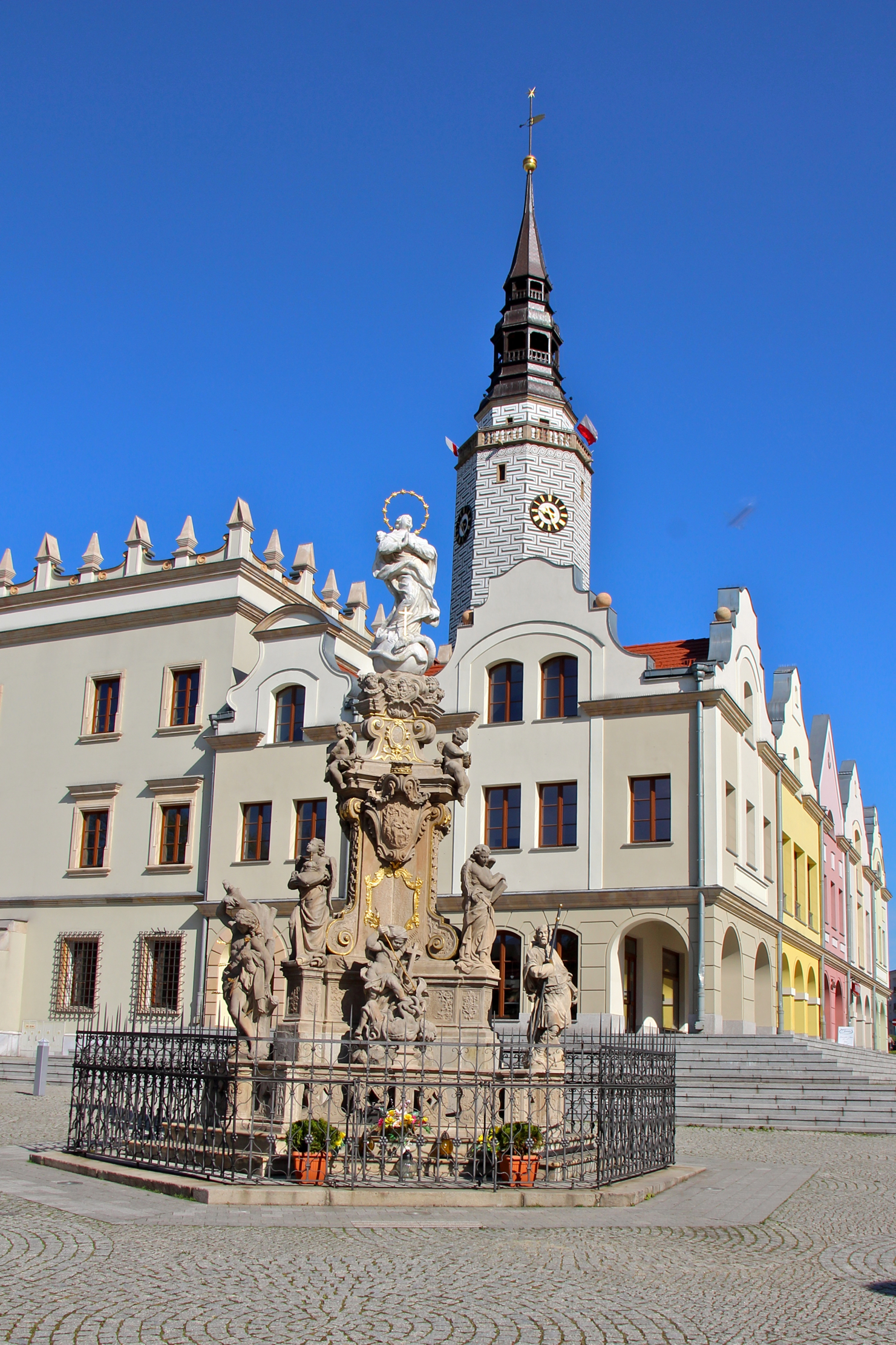

格武布奇采是波蘭的城鎮，位於該國西南部，距離首府奧波萊62公里，毗鄰與捷克接壤的邊境，由奧波萊省負責管轄，面積12.52平方公里，2008年人口13,269。

## 外部連結
- Municipal website （页面存档备份，存于） （波兰語）
- Leobschuetz committee （页面存档备份，存于） （德文）
- Jewish Community in Głubczyce （页面存档备份，存于） on Virtual Shtetl

50°12′N 17°49′E / 50.200°N 17.817°E